# Lompnes
Lompnes is een plaats in het Franse departement Ain in de gemeente Plateau d'Hauteville. De plaats maakt deel uit van het arrondissement Belley.

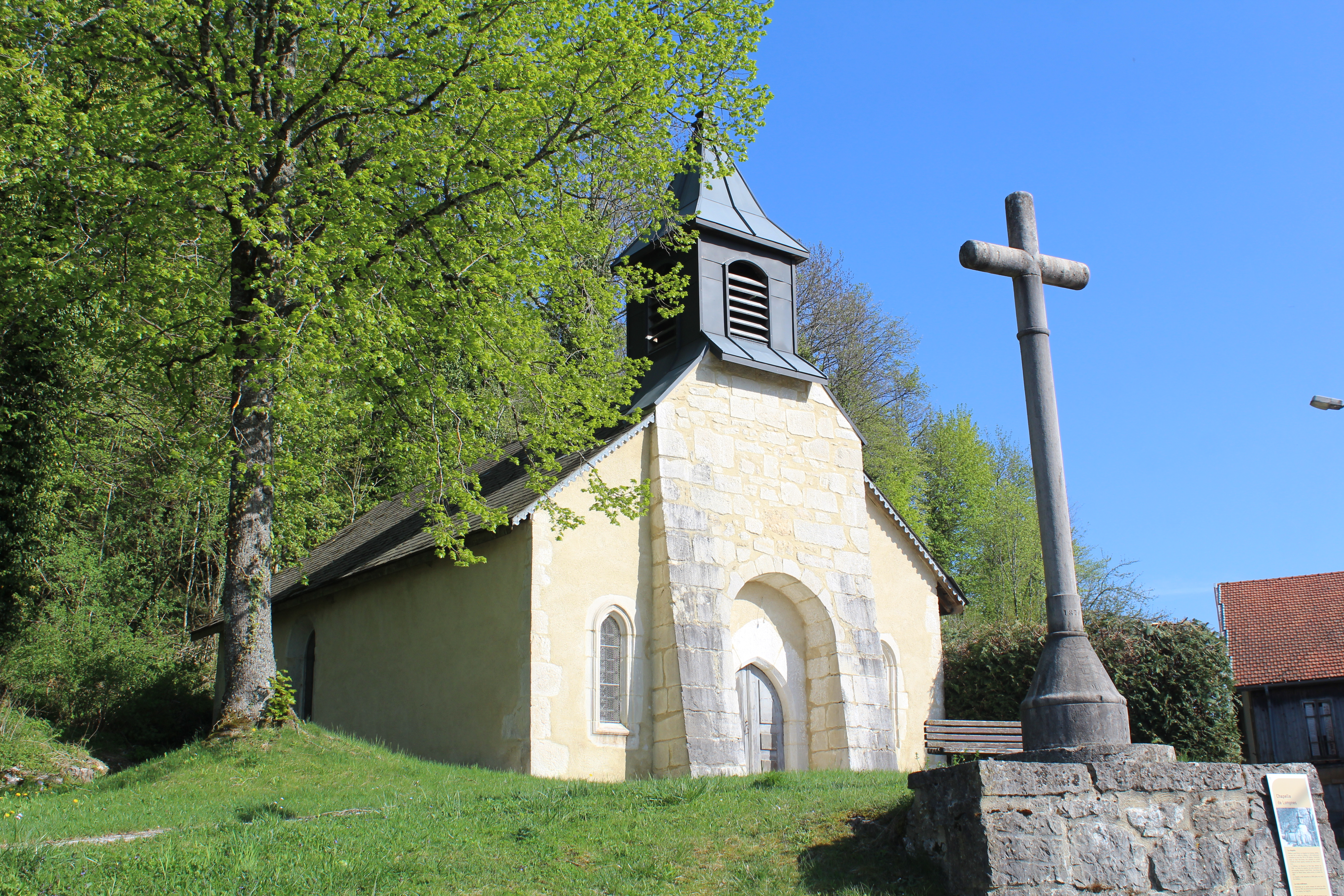

## Geschiedenis
Op 1 augustus 1942 fuseerde de gemeente met Hauteville tot de gemeente Hauteville-Lompnes. Deze gemeente fuseerde op 1 januari 2019 met Cormaranche-en-Bugey, Hostiaz  en Thézillieu tot de commune nouvelle Plateau d'Hauteville.
Cormaranche-en-Bugey · Hauteville · Hostiaz · Lacoux · Longecombe · Lompnes · Thézillieu